# José Laureano Sanz y Soto de Alfeirán
José Laureano Sanz y Soto de Alfeirán   (Tui, 5 de juliol de 1793 - Elorrio, 5 de setembre de 1868) va ser un militar i polític gallec, ministre de guerra durant el regnat d'Isabel II d'Espanya.

## Biografia
En 1804 és cadet en el Regiment d'Infanteria d'Aragó, lluitant en la guerra amb Portugal. Més tard, combat als francesos en la Guerra del francès sobretot en Galícia. En 1810 cau presoner, i aconsegueix evadir-se al cap de poc. En 1813 combat en la batalla de Vitòria. Acabada la guerra, ensenya en l'Acadèmia d'Enginyers d'Alcalá de Henares fins a 1820 en què se'l nomena ajudant d'Estat Major. Participa en la primera guerra carlista en la qual fou capità general de Burgos en 1837 i ascendí a Tinent General.
En 1843 fou nomenat capità general de Catalunya. Durant el seu mandat va esclatar la jamància i fou qui va donar l'ordre a Joan Prim i Prats de bombardejar Barcelona.  Ministre de la Guerra a l'abril de 1846, exercí la cartera fins a gener de 1847. Fou senador per Ourense en 1843, fins que el 1845 fou nomenat senador vitalici. En 1844 va rebre la medalla d'or de l'ajuntament de Barcelona.
Es casà amb Leona Posse Aguiar i fou pare del militar José Laureano Sanz Posse, marquès de San Juan de Puerto Rico.